# Charrete

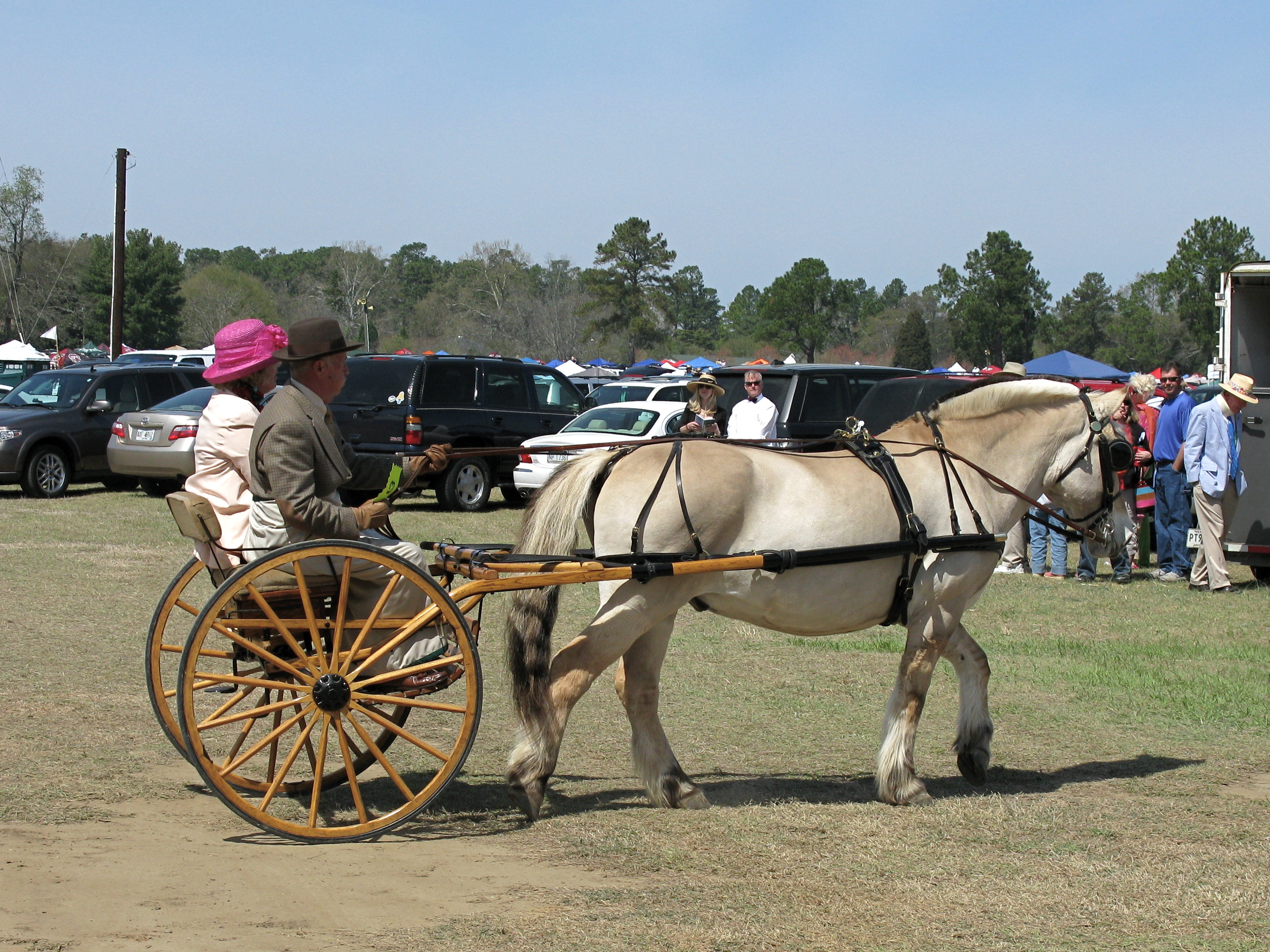
Un charrete, en 2009.

El charrete (del francés charrette) es un carruaje inglés de dos ruedas con dos o cuatro asientos que va montado sobre ballestas que van unidas a la caja en forma de cuello de cisne.
Lleva un banquillo para los pies en la parte delantera y en la de atrás sirve para este objeto la tapa de la caja que se alza y queda suspendida por dos cadenas. Los asientos sólo están separados por el respaldo y son de corredera para poder conseguir el equilibrio. La limonera es independiente de la caja, para lo que no se une a ella directamente sino por muelles tanto por delante como por detrás, y pueden no sustituirse los delanteros por articulaciones o por una cremallera que, permitiendo subir o bajar las varas, servirán para caballos de diferentes alzadas.[cita requerida]

## Variantes
Charrete de capota. Tiene dos asientos y capota. Va montada sobre muelles y la limonera pasa al interior de la caja a la que se une por una articulación en la parte anterior y un muelle en la posterior. La capota es de una pieza de cuero montada sobre aros de hierro cubiertos por la guarnición y articulados por sus extremos a los costados de la caja para que puedan subirse o bajarse a voluntad, dejando a la capota la luz que más convenga.[cita requerida]